# ویل ترنر
ویل ترنر (به انگلیسی: Will Turner) یکی از شخصیت‌های اصلی سری فیلم دزدان دریایی کارائیب است. این نقش در فیلم توسط اورلاندو بلوم بازی شده‌است.

## معرفی
ویل ترنر پسر یک دزد دریایی بوت‌استرپ بیل ترنر که از دریا پیدا می‌شود. در پورت رویال آهنگری می‌کند و به عشق خود الیزابت سوآن، تا صحنه آخر فیلم سوم پایبند است. آدمی که در فیلم سوم باربوسا را غیرقابل اعتماد می‌داند. در درونش، حس دزدان دریایی نهفته و همین حس است که در آخر او را به یک کاپیتان کشتی تبدیل می‌کند. ویل، شجاع است.

## حضور در فیلم اول
در فیلم اول ویل توسط دختری به نام الیزابت سوآن پیدا می‌شود و تا بزرگسالی از طرف خانواده او تأمین می‌شود و در عین حال به الیزالبت دل می‌بندد. در این روزها الیزابت توسط کاپیتان هکتور باربوسا، فرمانده کشتی مروارید سیاه ربوده می‌شود. ویل با یک دزد دریایی به نام جک اسپارو آشنا شده و به‌دنبال مروارید سیاه و نجات الیزابت به راه می‌افتند. اما او تنها کسی است که می‌تواند نفرین مروارید سیاه را باطل کند. ویل نفرین را باطل کرده و با الیزابت به بندر پورت رویال بازمی‌گردد در ادامه جک اسپارو را اعدام می‌کنند ولی ویل او را نجات می‌دهد.

## حضور در فیلم دوم
در فیلم دوم ویل ترنر می‌خواهد با الیزابت ازدواج کند ولی لرد کاتلر بکت مانع این کار می‌شود به این دلیل که ویل به فرار جک اسپارو کمک کرده‌است. ویل باید قطب‌نمای جادویی جک اسپارو را پیدا کرده و به بکت دهد. در این میان جک به او می‌گوید اگر او قطب‌نما را می‌خواهد باید کلید صندوقچه مرد مرده را برای او بیاورد. ویل به کشتی هلندی سرگردان می‌رود و در آنجا پدرش را می‌بیند. بیل چکمه‌ای هم عضو خدمه دیوی جونز شده بود. خود او نیز همین‌طور و در آخر کلید دیوی جونز را می‌رباید و در لحظات آخر فیلم با اسپارو و نرینتون می‌جنگد.

## در فیلم سوم
در فیلم سوم ویل به دنبال جک می‌رود اما او در اصل مروارید را می‌خواهد تا پدرش را نجات دهد. ویل بعد از شکست در این مرحله کمک بکت را می‌خواهد برای همین دزدان دریایی و محل اجتماع آنان را به بکت می‌گوید اما در آخر دوباره پیش دزدان بر می‌گردد و با پا درمیانی جک اسپارو کاپیتان هلندی سرگردان می‌شود و به همراه پدرش ۱۰ سال از عمرش را در هلندی سرگردان می‌گذراند. او برای خداحافظی از الیزابت در یک صحنه صندوقچه قلبش را به او می دهد. ویرایش ۱۰ سال به آب می رود.

## فیلم پنجم
در دزدان دریایی : مردگان حکایت نمی کنند الیزابت سوان و ویل ترنر صاحب فرزندی شدند به اسم هنری ترنر هنری با کمک جک اسپارو و کارینا باربوسا ( دختر کاپیتان باربوسا ) به دنبال عصای پوزئدون بودند که با شکستن آن عصا هر طلسم داخل دریا باطل خواهد شد هنری با شکستن این عصا کاری کرد که پدرش دیگر طلسم نشوند در صحنه آخر فیلم الیزابت سوان و ویل ترنر به هم رسیدند هم را بغل کرده و بوسیدند هنری ترنر هم عاشق کارینا اثمیت(باربوسا) شد. در صحنه آخر فیلم هم الیزابت سوان و ویل ترنر در کنار هم خوابیده بودند